# Britta Gunnarsson
Britta Alma Hilma Ingeborg Gunnarsson, född Åkerström 11 november 1930 i Vaxholm, död 29 december 2022 i Blidö distrikt i Stockholms län, var en svensk handlare och folkpartistisk politiker. Hon var ersättare i Sveriges riksdag för Stockholms läns valkrets kortare perioder åren 1978 och 1979.